# Серафімов Серафім Антонович
Серафім Антонович Серафімов (1818–1884) — історик-дослідник, активний подвижник Церкви, науки та культури, освітянин і громадський діяч, протоієрей.

## Життєпис та науковий доробок
Народився у 1818 у родині священика (грека за походженням, підданого Російської імперії). 
Початкову освіту здобув у духовному училищі, а згодом у Катеринославській духовній семінарії. Під час навчання звернув на себе увагу архієпископа Катеринославського Гавриїла (Розанова), який протягом всього його життя був духовним патроном. 1841 закінчив Київську духовну академію і викладав там грецьку мову та російську словесність, а в 1845 був висвячений у диякона і священика Покровської церкви Одеси, і згідно з бажанням архієпископа Гавриїла, який у той час очолював Херсонську і Таврійську кафедру, був призначений законовчителем до училища при Одеському Архангело-Михайлівському монастирі. У 1850–1855 на посаді проф-а викладав грецьку в Херсонській духовній семінарії (Одеса), згодом був вчителем Закону Божого в Одеському інституті шляхетних дівчат і Міському дівочому училищі із збереженням посади професора семінарі. 
У 1850 призначений членом Комітету для історико-статистичного опису церков Херсонської єпархії, згодом обраний членом ОТІС. З 1870 — настоятель Успенського собору у Херсоні та наглядач Херсонського духовного училища. У 1880 повернувся до Одеси де був призначений настоятелем Покровської церкви. На цій посаді він прослужив до кінця свого життя. Помер 26.02.1884 в Одесі.
До кола наукових інтересів входило дослідження проблем, пов'язаних із церковною історією півдня України, із історією Східної (Константинопольської) церкви. Глибокі знання грецької мови дозволили дослідити особливості культових відправ, релігійних свят маріупольських греків. Протоієрей опублікував розлогу статтю-некролог про свого вчителя Розанова, а згодом видав спогади про свого наставника окремим виданням (Воспоминания о преосвященном Гаврииле, первом (в Одессе) архиепископе Херсонском и Таврическом, а потом Тверском и Кашинском. — Одесса, 1869). 
Невдовзі з'явилась стаття, присвячена архієпископу Євгенію (Булгарісу). На матеріалах листування архієпископа Інокентія (Борисова) була побудована стаття, присвячена влаштуванню вікаріатства Херсонської і Таврійської єпархії. У 1883 були видані «Материалы для истории Херсонской епархии со времени учреждения ее 1837 года до нашего времени». Наслідком наукової, пастирської та викладацької діяльності в Одесі і Херсоні стала підготовка до публікації історії одеської Покровської церкви і херсонського Успенського собору.

## Наукові публікації
- Собственноручныя письма Константинопольскаго патриарха Григория V// ЗООИД. — 1858 — Т. IV; Писатели Церкви греческой по падении Константинополя // Прибавления к Херсонским епархиальным ведомостям. — 1861 — № 24;
- Крымские христиане (греки) на северных берегах Азовского моря // Прибавления к Херсонским епархиальным ведомостям. — 1862. — № 3;
- Гавриил, архиепископ Екатеринославский, Херсонский и Таврический // ЗООИД. — Т.V. — 1863;
- Евгений Булгарис, архиепископ Херсонский и Славянский// Прибавления к Херсонским епархиальным ведомостям. — 1863. — № 12;
- Заметки из архива Готфийской епархии в Крыму // ЗООИД. — 1867. — Т. VI;
- Манускрипт греческаго древняго Евангелия // ЗООИД. — 1867. — Т. VI;
- Херсонские святители. Страдание священномучеников Херсонских епископов: Василевса, Капитона и др.// ЗООИД. — 1868. — Т. VII;
- Сборник Гавриила, архиеп. Екатеринославскаго, Херсонскаго и Таврическаго// ЗООИД. —1868. — Т. VII; Иннокентий, бывш. еп. Харьковский, Иркутский и Екатериносл.// ЗООИД. — 1872 — Т.VIII;
- Старинные греческие акты, принадлежащие музею Общества// ЗООИД. — 1875;.
- Письма иерусалимскаго патриарха Поликарпа к архиеп. Екатеринославскому Иову// ЗООИД. — 1875;
- Несколько сведений об учреждении викариатства Херсонской епархии в 1852 году // Прибавления к Херсонским епархиальным ведомостям. — 1878. — № 19;
- Историческое описание Херсонского Успенского собора // Прибавления к Херсонским епархиальным ведомостям. — 1881. — № 1 — 4, 15-18;
- Материалы для истории Херсонской епархии со времени учреждения ее 1837 года до нашего времени // Прибавления к Херсонским епархиальным ведомостям. — 1883. — № 3-4;
- Макарий, митр. Моск. (некролог) // ЗООИД.. — Одесса, 1883 — Т. XIII.